# Danaos
Danaos (altgriechisch Δαναός Danaós, latinisiert Danaus) ist in der griechischen Mythologie König von Argos auf der Peloponnes. Als Vater von 50 Töchtern, den Danaiden, von verschiedenen Müttern, wurde er Stammvater der Danaer.

## Mythos
Danaos ist der Sohn des Belos und der Anchinoe (Tochter des Flussgottes Neilos), der Zwillingsbruder des Aigyptos und – nach Euripides – auch Bruder des Kepheus und Phineus. Danaos war gebürtig aus Chemmis in Ägypten, zugleich aber als Urenkel von Epaphos (durch Io und Enkel des Inachos) argivischer Abstammung.
Zum Herrscher von Libyen bestellt, floh er mit seinen 50 Töchtern in einem auf Athenes Rat erbauten Fünfzigruderer vor seinem Bruder Aigyptos, der ihm nach dem Leben trachtete, und vor dessen 50 Söhnen, den Aigyptiaden nach Rhodos. Dort gründete er mit seinen Töchtern in Lindos zum Dank für die erfolgreiche Flucht den Tempel der Athene Lindia. Von dort setzten sie auf die Peloponnes über und landeten bei Lerna, an dem Ort, der später Apobathmi (απο-βαίνειν apobaínein, deutsch ‚aussteigen, landen‘) genannt wurde. Nun gelangten sie nach Argos (der Heimat der Io), wo Danaos sich nach der Vertreibung des letzten Inachiden Gelanor (auch Pelasgos genannt) um die Königsherrschaft bewarb, weil er als Nachkomme der Io ein Inachide war. Das Volk, das die Wahl treffen sollte, kam zu keinem Ergebnis und vertagte die Entscheidung. Am nächsten Morgen fiel ein Wolf in eine Rinderherde ein. Das Leittier stellte sich dem Wolf entgegen und wurde getötet. Das sah man als Zeichen und entschied sich für Danaos als neuen Herrscher, denn der siegreiche Wolf hatte nicht zur Herde gehört, genauso wenig wie Danaos, der aus der Fremde stammte, zuvor nicht zu den Argivern gehört hatte. Da Danaos glaubte, den Wolf habe Apollon geschickt, stiftete er dem Apollon Lykios (λύκος lýkos, deutsch ‚Wolf‘) einen Tempel.
Danaos soll die Bewohner des wasserarmen Landes gelehrt haben, Brunnen zu graben; auch sandte er seine Töchter aus, um Quellen zu suchen, wobei Amymone von Poseidon umarmt wurde, der ihr zuliebe in der Landschaft Lerne einen unerschöpflichen Quell hervorsprudeln ließ. Wie durch Auffindung von Quellen, machten sich die Danaiden auch um die Landwirtschaft durch Einführung der Thesmophorien verdient.
Unterdessen hatte Aigyptos seine 50 Söhne zur Verfolgung des Danaos abgeschickt; in Argos angekommen, erzwang Aigyptos durch Belagerung eine Massenhochzeit der Danaiden mit seinen 50 Söhnen, um Thronansprüche anderer Schwiegersöhne zu verhindern. Danaos willigte ein, ließ jedoch in der Brautnacht seinen Töchtern Dolche zukommen, mit denen jede auf sein Geheiß hin ihren ungeliebten Bräutigam ermordete (im Sommer versiegen die argivischen Flüsse, nur die Quellen nicht); allein Hypermnestra verschonte den ihr liebgewordenen Lynkeus. Sie wurde dafür vom Vater vor Gericht gestellt, aber freigesprochen und später noch mit Lynkeus vermählt. Da sich für die übrigen keine Freier mehr fanden, stellte Danaos Wettkämpfe an und teilte den Siegern die Töchter als Preis zu.
In der Folge soll sich Lynkeus zum Rächer seiner Brüder aufgeworfen, seine Schwägerinnen nebst dem Schwiegervater getötet haben und König von Argos geworden sein. (Hierfür gibt es mehrere Versionen.) So traf die meuchelmörderischen Danaiden der Fluch der Götter; sie wurden in der Unterwelt dazu verdammt, beständig Wasser in ein durchlöchertes Fass zu schöpfen (daher „Fass der Danaiden“, ein Bild nie endender, immer vergeblicher Arbeit).
Nach Danaos wurden die Bewohner von Argos fortan Danaer genannt. Sein Grabmal auf dem Marktplatz zu Argos sah noch Pausanias, ebenso sein Standbild mit dem des Lynkeus und der Hypermnestra zusammen in Delphi.
Die Sage von Danaos und den Danaiden behandelt die griechische Tragödie Die Schutzflehenden von Aischylos.

## Rezeption
- Les Danaïdes, eine Oper in fünf Akten von Antonio Salieri (auf einen Text von F. Du Roullet und J. B. Tschoudi).